# 칼슘 활성화 칼륨 통로
칼슘 활성화 칼륨 통로(Calcium-activated potassium channel)는 세포 내부의 2차 전령인 칼슘에 의해 개폐가 조절되며 칼륨을 통과시키는 막 단백질이다.  이온 투과도(컨덕턴스)의 크기에 따라 큰 크기부터 BK, IK, 그리고 SK 채널 이라고 부른다.  이 중 BK 채널은  막 전위에 의해서도 개폐가 조절된다.